# Станицин Віктор Якович
Станицин Віктор Якович (рос. Станицын Виктор Яковлевич; справжнє прізвище — (рос.)Гёзе) (нар. 2 травня 1897, м. Катеринослав (нині — м. Дніпро, Україна), Російська імперія — 24 грудня 1976, Москва, РРФСР, СРСР) — радянський російський актор, театральний режисер та педагог. Заслужений артист РСФСР (1933). Народний артист РРФСР (1938). Заслужений діяч мистецтв Північно-Осетинської АРСР (1946). Народний артист СРСР (1948). Лауреат Державної премії СРСР (1947, 1949 (за роль у фільмі «Третій удар»), 1951, 1952). Лауреат Державної премії РРФСР імені К. С. Станіславського (1974).

## Життєпис
Навчався у Другій студії МХАТу (1918–1924).
З 1924 року — актор, пізніше — режисер Московського художнього театру (МХАТ СРСР ім. М. Горького).
На сцені МХАТу зіграв безліч ролей.
Був одним з провідних педагогів Школи-студії МХАТ, а також — одним із членів художнього керівництва театру.
У кіно знімався рідко. Зіграв у фільмах: «Без вини винні» (1945), «Мертві душі» (1960, губернатор), «Війна і мир» (1967, Ілля Андрійович Ростов), в українській кінокартині «Третій удар» (1948, Ф. І. Толбухін, генерал армії) та ін.
Величезний внесок у кіно- та театральне мистецтво актора і режисера В. Я. Станицина відзначено державними нагородами.
Помер 23 грудня 1976 р. в Москві. Похований на Введенському (Німецькому) кладовищі.

### Особисте життя
У шлюбі з актрисою Оленою Понсовою у нього народилася дочка Ольга Станицина, згодом — провідна актриса Театру імені К. С. Станіславського.

## Режисерські роботи
(рос.)
- 1934 — «Піквікський клуб» Ч. Діккенса
- 1937 — «Простая девушка» Василия Шкваркина — Театр Сатиры
- 1943 — «Последние дни» М. А. Булгакова (1943, совместно с В. О. Топорковым)
- 1943 — «Русские люди» К. М. Симонова (1943, художественный руководитель постановки Н. П. Хмелёв, совместно с М. О. Кнебель)
- 1945 — «Идеальный муж» О. Уайльда
- 1947 — «Победители» Б. Ф. Чирскова
- 1949 — «Домби и сын» по Ч. Диккенсу
- 1950 — «Разлом» Б. А. Лавренёва
- 1950 — «Вторая любовь» Е. Ю. Мальцева и Н. А. Венкстерн (совместно с С. К. Блинниковым)
- 1957 — «Мария Стюарт» Ф. Шиллера
- 1958 — «Вишнёвый сад» А. П. Чехова
- 1973 — «На всякого мудреца довольно простоты» А. Н. Островского

## Фільмографія

### Акторські роботи
- «Чини і люди». «Анна на шиї» (1929, Артинов; реж. Яків Протазанов, Михайло Доллер)
- «Справи і люди» (1932, американець)
- «Чотири візити Самюеля Вульфа» (1934, Біль Стейнер)
- «Любов і ненависть» (1935, Іван Порфирович)
- «Зорі Парижа» (1936, Карл Штайпер, командир Інтернаціонального батальйону; реж. Григорій Рошаль)
- «Ювілей» (1941, Шипучин)
- «Без вини винні» (1945, Ніл Стратонич Дудукин)
- «Третій удар» (1948, Ф. І. Толбухін, генерал армії; Київська кіностудія, реж. Ігор Савченко)
- «Сталінградська битва» (1949, В. Черчилль, прем'єр-міністр Великої Британії/генерал Ф. І. Толбухін; реж. Володимир Петров)
- «Падіння Берліна» (1949, В. Черчилль; реж. Михайло Чіаурелі)
- «Вогні Баку» (1950, В. Черчилль)
- «Незабутній 1919 рік» (1952, В. Черчилль; реж. Михайло Чіаурелі)
- «У них є Батьківщина» (1949, Барклі)
- «Анна Кареніна» (1953, фільм-спетакль; Степан Аркадійович Облонський)
- «Мертві душі» (1960, фільм-спетакль; губернатор)
- «Війна і мир» (1967, Ілля Андрійович Ростов; реж. Сергій Бондарчук)
- «Соло для годинника з боєм» (1974, фільм-спектакль; інспектор Міч) та ін.

### Режисерські роботи (постановник спектаклів)
- «Єдиний свідок» (1973, фільм-спектакль)
- «Марія Стюарт» (1976, фільм-спектакль)
- «На всякого мудреця досить простоти» (1976, фільм-спектакль)